# Finanza agevolata
La finanza agevolata è una forma di sostegno economico offerta da enti pubblici o privati a imprese, associazioni, ONG o individui per realizzare progetti di interesse sociale, culturale, ambientale o innovativo.

## Descrizione
Per finanza agevolata, si intende una serie di interventi e strumenti per incentivare progetti legati al sostegno e allo sviluppo delle imprese. Gli strumenti di finanza agevolata includono:
- Contributi a fondo perduto: finanziamenti non rimborsabili per progetti di ricerca, sviluppo e innovazione.
- Voucher digitali: aiuti per l'adozione di tecnologie digitali e l'innovazione tecnologica.
- Agevolazioni fiscali: crediti d'imposta e riduzioni fiscali per investimenti specifici.
- Prestiti agevolati: prestiti a tassi inferiori rispetto al mercato.
- Garanzie sui prestiti: garanzie pubbliche per facilitare l'accesso al credito.

Questi strumenti mirano a promuovere la crescita economica e la competitività delle imprese.

## Voucher digitali
I voucher digitali sono un aiuto offerto dallo Stato alle imprese per aggiornare l’aspetto tecnologico. Questi aiuti sono destinati a promuovere l'adozione di tecnologie 4.0 e servizi digitali. I beneficiari includono Micro, Piccole e Medie Imprese (PMI) di tutti i settori economici. Le tipologie di interventi ammissibili includono:
- Consulenza e formazione: per l'adozione di nuove tecnologie.
- Acquisto di beni e servizi: materiali e immateriali strumentali per l'innovazione.

## Tipologie di Investimenti
Gli investimenti finanziabili possono essere classificati in diverse categorie:
- Investimenti materiali: acquisto di macchinari, attrezzature e utensili necessari per la produzione;
- Investimenti immateriali: spese d'impianto, consulenze specialistiche, acquisto di brevetti e licenze;
- Ricerca e sviluppo: finanziamenti per progetti di ricerca industriale e sviluppo sperimentale in ambito accademico o industriale;
- Beni strumentali: acquisizione di beni come macchinari, immobili e impianti necessari per l'attività produttiva;
- Terreni e fabbricati: investimenti in proprietà immobiliari, con particolare attenzione a quelli a basso impatto ambientale.

## Tipologie di Agevolazioni
La finanza agevolata può assumere diverse forme:

### Contributi a Fondo Perduto
Questi contributi non richiedono restituzione e sono spesso utilizzati per sostenere investimenti in innovazione, ricerca e sviluppo, e internazionalizzazione.

### Agevolazioni Fiscali
Comprendono crediti d'imposta e riduzioni fiscali per incentivare specifiche attività come l'assunzione di personale o l'acquisto di attrezzature.

### Prestiti Agevolati
Prestiti concessi a tassi di interesse inferiori rispetto a quelli di mercato, spesso con periodi di grazia per il rimborso.

### Garanzie sui Prestiti
Garanzie pubbliche che riducono il rischio per le banche, facilitando l'accesso al credito per le imprese.

## In Italia
La finanza agevolata ha generato significativi benefici economici, particolarmente in termini di sviluppo e innovazione. Secondo recenti dati, dal 2012 al 2022 il numero di startup innovative è passato dalle 1.467 unità alle 14.708 unità, con un tasso di crescita annuo del 29%. Il Piano Nazionale di Ripresa e Resilienza (PNRR) ha ulteriormente potenziato queste iniziative, destinando fondi specifici per progetti di digitalizzazione e transizione ecologica.